# (12226) Caseylisse
(12226) Caseylisse (1985 TN) – planetoida z grupy pasa głównego asteroid okrążająca Słońce w ciągu 3,46 lat w średniej odległości 2,28 j.a. Odkryta 15 października 1985 roku.